# 2016年菲律賓總統選舉
2016年菲律賓總統、副總統選舉於2016年5月9日舉行。根據1987年菲律賓憲法，时任總統阿基諾三世任期屆滿六年無法連任。由於第十六任總統和副總統為分別選出，故總統和副總統當選人可能來自不同政黨，其競選搭檔也是不同人。
該次選舉是自1935年菲律賓總統選舉以來菲律賓第16場總統選舉，亦是自1986年以來菲律賓第6場總統選舉。是次選舉同時選出包括棉蘭老穆斯林自治區在內的巴朗圭級以上的參眾議院和政府。
5月9日選舉結果，菲律賓民主黨–人民力量所屬的候選人罗德里戈·杜特地獲得16,601,997票，得票率39.01%，擊敗對手馬爾·羅哈斯、格蕾丝·波因等人，當選總統。
副總統選舉則由馬爾·羅哈斯的搭檔、自由黨眾議員萊妮·羅布雷多以14,418,817票、35.11%得票率險勝對手小费迪南德·马科斯，當選菲律賓副總統。
下次選舉為2022年菲律賓總統選舉

## 選舉制度
自1992年起，菲律賓總統選舉每隔六年在五月的第二個星期一舉行。時任總統阿基諾三世在是屆選舉中不能再尋求連任，但時任副總統傑約馬爾·比奈仍可尋求連任。例外的是曾在1998年當選總統的約瑟夫·埃斯特拉達，因離任時並未完成一半的總統任期，故被允許參加2010年總統選舉。
菲律賓總統以簡單多數制選出：票數最多的候選人即使未達絕對多數仍成為候任菲律賓總統。副總統則分開選舉，但以同樣方式選出，選民亦可將總統票和副總統票投給不同政黨的候選人。當選總統和副總統會在2016年6月30日起中午起開始其六年任期，直至2022年6月30日為止。
候選人是透過不同政黨的政治会议推舉的。菲律賓大部份政黨的組織均較為鬆散，政治人物經常易黨參選，故不獲政黨提名的候選人可能會以獨立候選人、另一政黨或自組政黨身份參選。候選人的推舉程序受菲律賓選舉委員會的監察，該委員會亦負責規範及舉辦選舉。委員會取消「具擾亂性的」候選人或無法凝聚全國選民的候選人資格的情況並不罕見。此導致了候選人的人數受到限制。總統選舉的選舉活動歷時3個月，自2016年2月初開始至選舉日前夕為止，濯足節和耶穌受難日時暫停選舉活動。
點票工作先在個別選區進行，然後再進依次序行市內及省內點票，而菲律賓國會是最後的點票機關。而選後對結果的異議則由菲律賓大理院的总统选举法庭負責處理。

## 背景

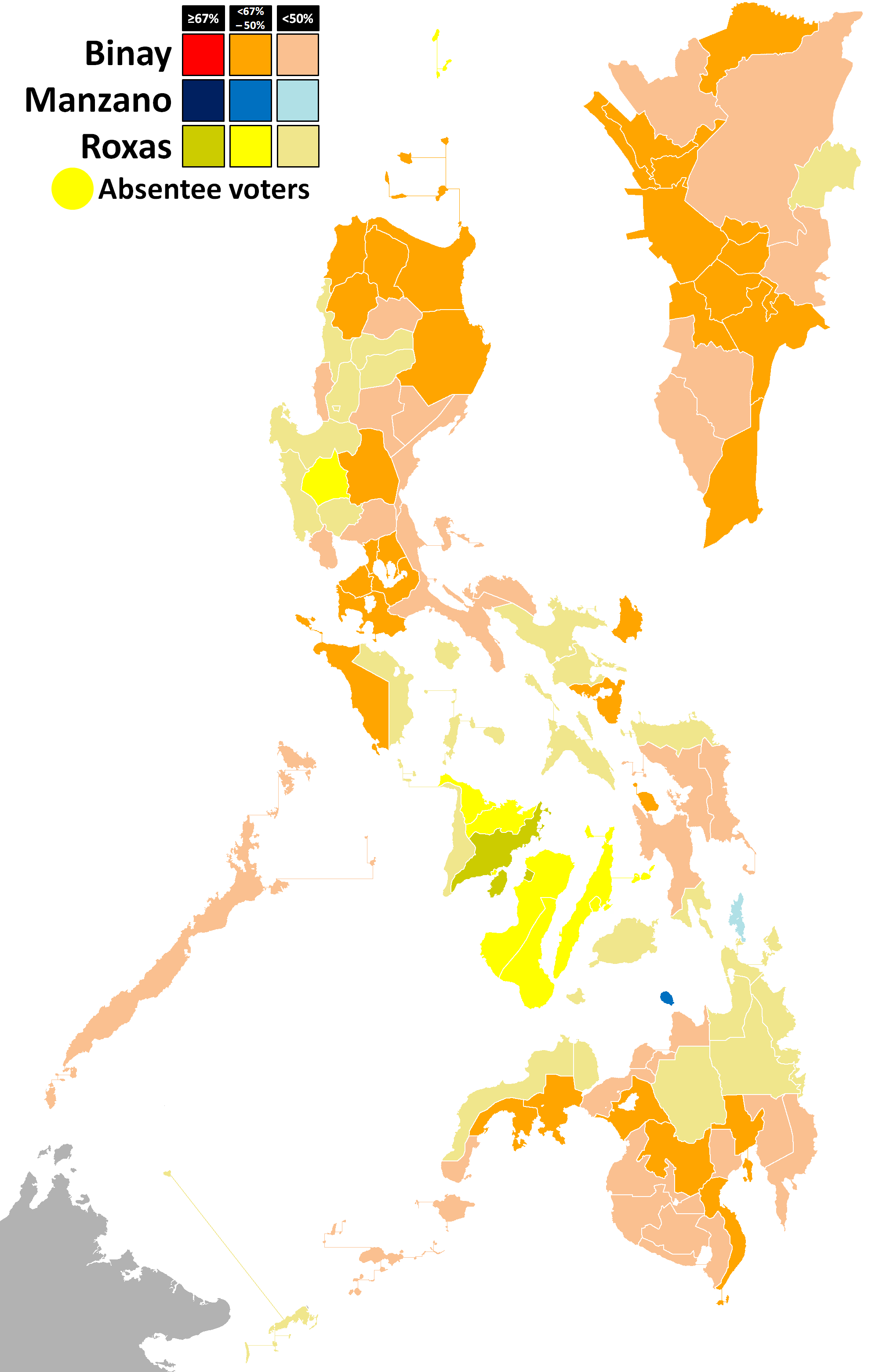
2010年菲律賓副總統選舉中候選人勝出的省份及城市。其中比奈勝出的省份及城市以橙色標示，羅哈斯勝出的省份及城市以黃色標示，而埃杜·曼桑奧勝出的省份及城市以藍色標示。

時任菲律賓自由黨參議員貝尼格諾·阿基諾三世在2010年總統選舉中贏得42.08%的選票，擊敗曾在2001年因貪污罪名而下台的前總統約瑟夫·埃斯特拉達和其他候選人。與此同時，埃斯特拉達的競選搭檔，來自菲律賓民主黨–人民力量的時任马卡蒂市長傑約馬爾·比奈在同年的副總統選舉中擊敗阿基諾三世的競選搭檔，來自自由黨的馬爾·羅哈斯和其他候選人。羅哈斯在總統選舉法庭中指控比奈賄選，要求判決一部份投給比奈的票無效。
比奈和羅哈斯後來都被阿基諾三世任命為內閣成員。比奈領導房屋及市區發展協調委員會，而羅哈斯首先在2011年獲阿基諾三世委任為交通及通訊部部長，其後獲委任為內政及地方政府部部長。截至2014年，由於自由黨和民主黨間的初步協议和比奈的反控，有關比奈賄選的審訊仍未進行。
在2013年參議院選舉中，阿基諾三世和羅哈斯組成普諾伊團隊。而埃斯特拉達和比奈則組成聯合民族主義聯盟。 普諾伊團隊在該次選舉中贏得9個議席，而聯合民族主義聯盟只取得3個議席。
2014年3月，民主黨退出聯合民族主義聯盟。在此前一週，比奈因「領袖間的分歧」辭任聯合民族主義聯盟主席。在2013年參議院選舉時，聯合民族主義聯盟總裁阿基林奧·皮門特爾三世和比奈就是否將在2007年參議院選舉中被指控舞弊的胡安·米格爾·蘇比里列入聯合民族主義聯盟的候選人名單公開爭辯。
一些聯合民族主義聯盟的中堅份子，如曾意圖成為比奈競選搭檔的參議員胡安·蓬塞·恩里萊和興戈伊·埃斯特拉達，以及考慮參選總統的基督教穆斯林民主力量黨參議員邦·雷維利亞因優先發展援助基金詐騙案而被扣押。沒有自由黨人在這宗案件中受到牽連。這些政府認為是反貪腐舉動的行動被聯合民族主義聯盟認為是政治檢控。
2014年7月，2013年馬卡蒂市長選舉落選人雷納托·邦達爾向菲律賓監察專員公署指控時任馬卡蒂市長小赫霍馬爾·比奈和他身為副總統的父親貪污。一個月後，菲律賓參議院藍絲帶委員會成立一個由皮門特爾和菲律賓國民黨成員阿兰·彼得·卡耶塔诺和安东尼奥·特里兰尼斯組成的委員會，開始就比奈出任馬卡蒂市長期間被控因馬卡蒂市政廳新翼超支問題而衍生的貪污案展開聆訊。

比奈否認指控，但他並沒出席參議院的聆訊。聯合民族主義聯盟秘書長J·V·包蒂斯塔認為調查旨在阻止比奈出任總統的計劃，而羅哈斯、卡耶坦奧和特里兰尼斯則在背後策動這個計劃。他亦指控商人薩爾瓦多·薩莫拉出資支持這個計劃。2015年5月，菲律賓上訴法院在菲律賓反洗錢委員會和菲律賓監察專員公署的請求下，頒令凍結比奈242個銀行戶口六個月。比奈陣營認為，此事是自由黨在背後策動。但被屬自由黨的總統阿基諾否認。
2015年5月下旬，委員會發表報告，提議將比奈的貪污案交到參議院討論，該報告由委員會的三名成員和格蕾丝·波因聯署。至同年6月上旬，已有10名參議員聯署報告，使報告正式生效。一個月後，比奈在馬卡蒂地方裁判法院指控卡耶坦奧、特里兰尼斯和其他人「精心組織和策劃」對他的誹謗和阻止他就任總統，要求索償2億菲律賓披索。 
與此同時，阿基諾與羅哈斯、波因和弗朗西斯·埃斯庫德羅會面，決定自由黨競逐總統的人選。儘管當時沒有人宣佈其參選意向，阿基諾需要在2015年7月發佈其任內最後一份国情咨文時決定支持的人選。參眾兩院議長富蘭克林·德里隆和小費利西阿諾·貝爾蒙特否認自由黨黨員不滿意阿基诺的优柔寡断，並表示自由黨仍然團結。
2015年7月上旬，聯合民族主義聯盟正式以政黨名義成立，由比奈出任主席。其後，阿基諾亦決定推舉羅哈斯參選總統，並獲後者接受。同年8月，達沃市市長罗德里戈·杜特地決定在市長任期完結後退休，但網上有強烈聲音請求他參選。波因在同年9月中旬宣佈競逐總統職位，而埃斯庫德羅亦在波因宣佈參選總統的翌日宣佈成為波因的競選搭檔。幾天後，卡耶坦奧參選副總統，並表示想成為杜特地的競選搭檔。
2015年10月3日，特里兰尼斯宣佈以獨立候選人身份參選副總統，並在總統選舉中支持波因。幾天後，眾議員萊妮·羅布雷多成為羅哈斯的競選搭檔。在羅布雷多宣佈參選的同一天，參議員小费迪南德·马科斯亦宣佈參選副總統。一星期後，參議員格雷戈里奧·霍納桑獲聯合民族主義聯盟提名競逐副總統，並成為比奈的競選搭檔。同一天，參議員米麗阿姆·德芬索爾·聖地牙哥宣佈參選總統。幾天後，她宣佈小费迪南德·马科斯成為她的競選搭檔。
在提名期最後一天，杜特地並沒有現身。民主黨派出馬丁·迪尼奧出選總統。同一天，有超過100人參選總統。 
AC尼爾森的報告顯示，2015年1月1日至11月30日期間，比奈在電視競選廣告上共花費5.95億披索，是總統參選人中花費最多的。而卡耶坦奧則是副總統候選人中花費在電視競選廣告最多的，共花費3.98億披索。但比奈其後否認。《馬尼拉時報》一篇報道表示根據AC尼爾森的報告，在2015年1月至12月期間，由於阿基諾政府支持羅哈斯，他在電視競選廣告花費最多，共花費了7.74億披索。

## 候選人
8位總統候選人曾在選舉委員會的初步合資格候選人名單內。但是，由於2人退選和1人不合資格，最終候選人數目降至5個。
最終5名總統候選人分別為：傑約馬爾·比奈、米麗阿姆·德芬索爾·聖地牙哥、罗德里戈·杜特地、格蕾丝·波因和馬爾·羅哈斯。

### 總統候選人

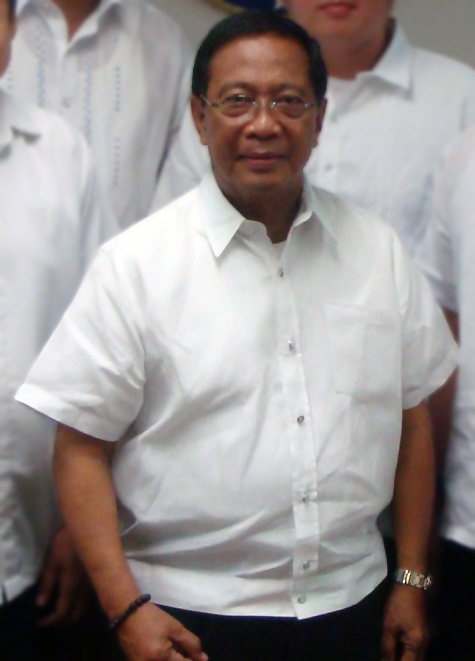
傑約馬爾·比奈
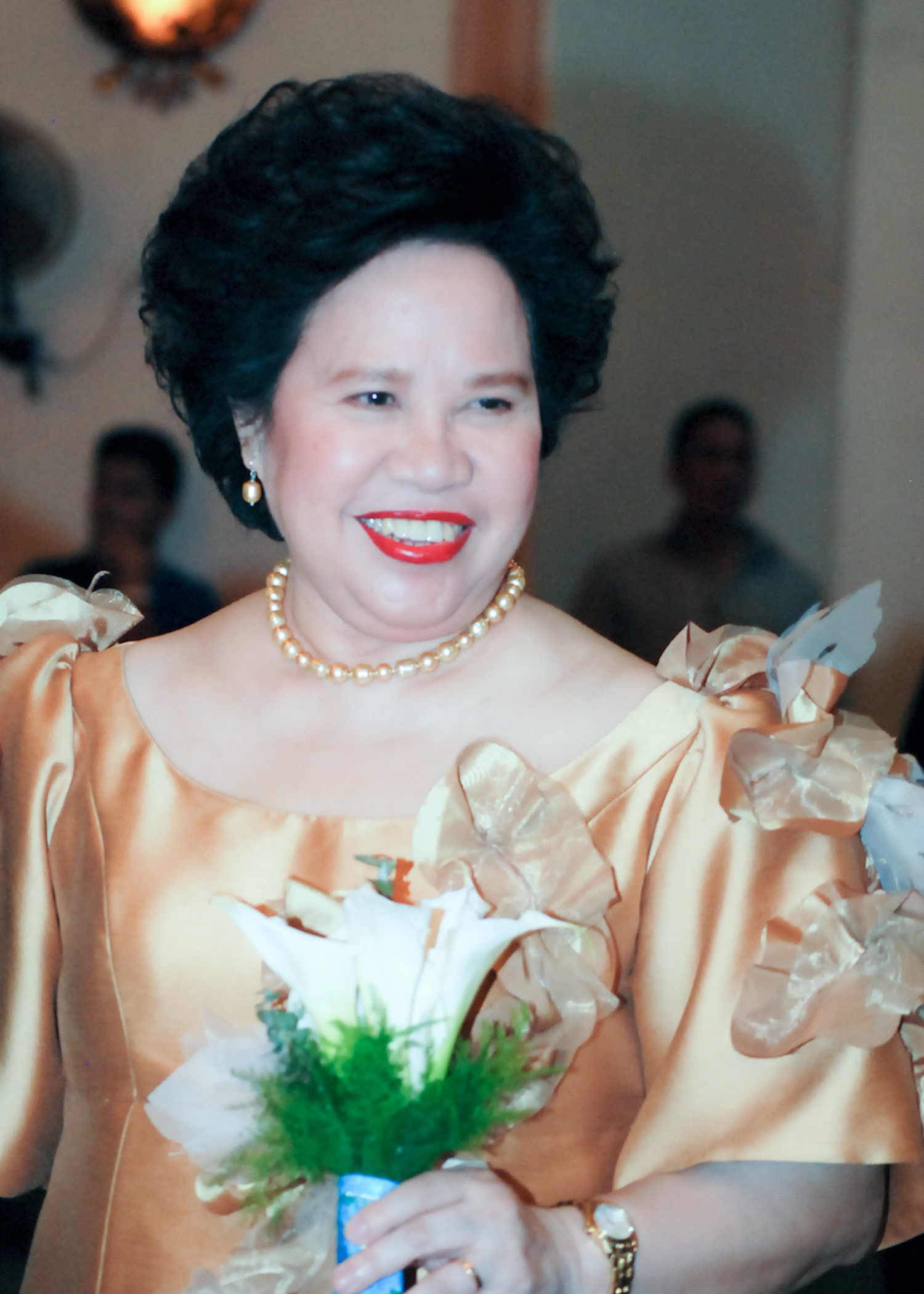
米麗阿姆·德芬索爾·聖地牙哥
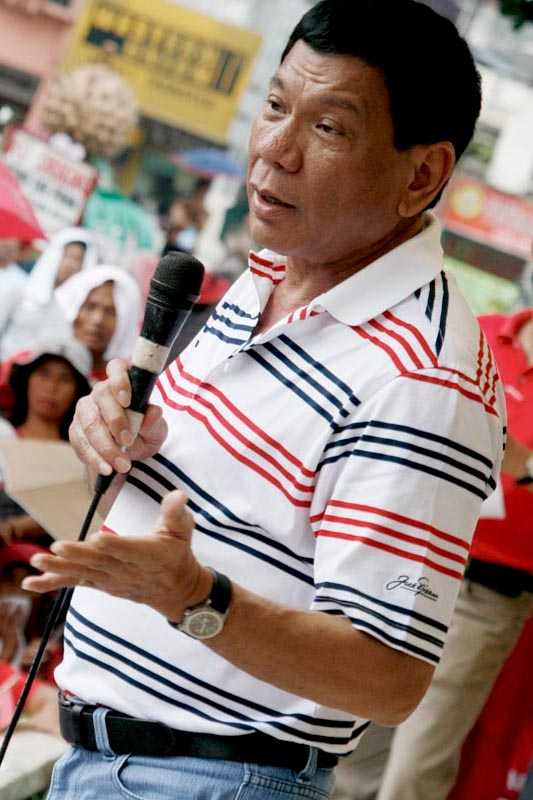
罗德里戈·杜特地
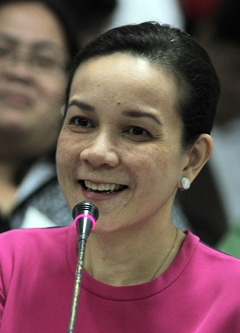
格蕾丝·波因

#### 傑約馬爾·比奈
2011年9月，時任副總統傑約馬爾·比奈在椰子宮回答記者疑問時承認他計劃參選總統。
2014年5月，比奈開始尋找競選搭檔。由於其潛在競選搭檔興戈伊·埃斯特拉達因優先發展援助基金詐騙案而入獄，他邀請J·V·埃赫爾西托、曼尼·維利爾、維爾瑪·桑托斯、馬爾·羅哈斯、格蕾丝·波因、罗德里戈·杜特地和約瑟夫·埃斯特拉達擔任其競選搭檔，但均被拒絕。比奈的女兒，馬卡蒂眾議員阿比蓋爾表示除了安东尼奥·特里兰尼斯之外，他接受任何人擔任他的競選搭檔，她亦表示她偏好格蕾丝·波因，但是參議員小费迪南德·马科斯被聯合民族主義聯盟視為最理想的競選搭檔。2015年6月12日，阿基諾總統在伊洛伊洛市表示他只相信比奈在選舉過程中廉潔，但不會支持他。
2015年6月22日，比奈辭去阿基諾內閣內的職務，包括總統顧問和房屋及市區發展協調委員會的職務，但沒有透露原因。兩天後，比奈在椰子宮發表講話，不點名批評阿基諾政府「麻木不仁和装模作样」。

#### 米麗阿姆·德芬索爾·聖地牙哥
2014年7月2日，參議員米麗阿姆·德芬索爾·聖地牙哥宣佈她罹患第四期肺癌，並表示如果病情得到缓解就會第三度參選總統。聖地牙哥曾在1992年參選總統，後來在1995年晉身參議院。她曾在1998年再度參選總統。
在2014年11月，聖地牙哥在推特表示，如果2016年總統選舉時其病情有所進展，她就會參選總統。在給參議院的信中，聖地牙哥表示其體內超過九成的癌細胞已經清除。
2015年10月13日，聖地牙哥在其新書發佈會中正式宣佈代表人民改革黨參選總統。 幾天後，聖地牙哥表示參議員小费迪南德·马科斯會成為她的競選搭檔。她的政綱提倡引入國民認同的國際法、聚焦農業灌溉和建設农场到市场的道路以振興農業、在各省及各區設立至少一項政府工程以及根除贪污腐败。其中她認為贪污腐败是菲律賓貧困和低效率的原因。2015年11月，總統候選人罗德里戈·杜特地接受訪問，在提到其他總統候選人質素的時候表示：「如果你想要非凡的才干和忠诚，就投給米麗阿姆。」

#### 罗德里戈·杜特地
早在2015年時，杜特地已暗示會參選2016年總統選舉，並承諾當選後會改革國會。在此之前的2014年2月，杜特地已獲得一部份網民認同其在任達沃市市長時的表現，尤其認同他在維護達沃市安定和秩序上的表現。但他婉拒參選總統，並表示他不合資格擔綱更高級的職位。一年後，杜特地在碧瑤市表示他只會在拯救國家之時才會出選總統，他亦表示自己沒有競選總統所需的100至150億披索的競選經費。但幾天後，杜特地重返民主黨。他表示他從沒退黨，只是在2013年選舉中以本地政黨名義參選，以提高勝算。民主黨總裁阿基林奧·皮門特爾三世其後表示杜特地是該黨2016年總統選舉的人選之一，因該黨聯邦主義的立場與杜特地的主張不谋而合。在比奈打算邀請杜特地的消息傳出後幾天，杜特地發表聲明，表示沒興趣擔任國家級的職位。
2014年9月，杜特地亦拒絕米麗阿姆·德芬索爾·聖地牙哥的邀請擔任其競選搭檔，並向聖地牙哥推薦前國務部長小希爾貝爾托·特奧多羅。但是，2015年10月，聖地亞哥決定其競選搭檔由小费迪南德·马科斯擔任。
其後，在他主持的電視節目中，杜特地表示他正尋求朋友和支持者的建議參選總統。他亦表示他開始不排除參選總統的可能性。
2015年9月7日，杜特地在達沃市召開記者會，宣佈不會參加2016年總統選舉，並向支持者致歉。他亦表示他會在其達沃市市長職務在2016年任滿時退出政壇，由其女兒莎拉·杜特地接棒。他亦表示因為年齡、健康和家庭原因而作出這個決定。在他宣佈決定後，社交媒體反應不一，部份支持者繼續其請願，請求杜特地改變決定。
2015年9月26日，杜特地的支持者在馬尼拉黎剎公園集會，請求杜特地參加2016年總統選舉。雖然杜特地沒有宣佈參選，但亞洲脈搏研究總監安娜·塔本達仍然認為杜特地是「一个有力的竞争者」，因為他在該機構在2015年8月至9月所發表的總統民意調查中排名第四，而在社會氣象站的民意調查中，杜特地同樣排名第四。杜特地的政治對手，前眾議院議長普羅斯佩羅·諾格拉萊斯亦表示如果杜特地宣佈參選總統，他會支持。同年9月29日，參議員阿兰·彼得·卡耶塔诺在達沃市宣佈參選副總統，並表示杜特地是出選總統的第一人選。此促使杜特地與卡耶坦奧會晤。會晤後一天，杜特地亦在達沃市與另一位打算參選副總統的小费迪南德·马科斯會晤。此時，杜特地仍表示他不會參選總統。
2015年10月13日，杜特地在達沃市召開記者會作出最後回應，他表示由於其女兒莎拉的反對，他不會參選總統。
2015年10月15日，杜特地向達沃市選舉辦事處遞交參選達沃市市長的提名表格。一天後，杜特地的女兒莎拉在Instagram表示，她已宣佈參選達沃市市長一職，引來其父親打算尋求更高級職位並退出達沃市市長選舉的揣測。但是，達沃市選舉委員會沒有收到莎拉的提名表格。同年12月10日，與杜特地同屬民主黨的馬丁·迪尼奧在最後一刻提交提名表格，其後表示自己在將參選帕賽市市長的提名表格拿作參選總統。在帕賽市舉行的會議上，民主黨決定支持迪尼奧。同年10月21日，杜特地接受菲律賓有線新聞網絡訪問時表示，他仍有機會改變主意，但只會在民主黨作出決定時才有這個可能。
2015年10月27日，民主黨宣佈如果迪尼奧退選或被選舉委員會取消資格，就會由杜特地替補。兩天後，迪尼奧表示由於自己的參選可能無效，宣佈退選，並宣佈由杜特地替補。
2015年10月21日，杜特地在母校聖貝達學院正式宣佈參選總統，並接受阿兰·彼得·卡耶塔诺的邀請，成為其競選搭檔。杜特地表示，他對参议院选举法庭對格蕾丝·波因的公民權的裁決和當時政府處理尼諾伊·阿基諾國際機場種票事件的表現表示失望。杜特地表示向民主黨表達意向後會即時遞交提名表格。但是，杜特地取代迪尼奧的合法性受到一些選舉律師的質疑，因為迪尼奧的提名表格表示他會競逐帕賽市市長的職務，但迪尼奧自己是奎松市的居民。
杜特地在由亞洲脈搏在2015年11月25日進行的民意調查中居首。格蕾丝·波因表示該民調存在不確定性和不能反映真實情況，並表示該民意調查是由杜特地陣營發動的。一天後，杜特地在馬尼拉的選舉委員會辦事處撤回達沃市市長的提名表格，而其提名改由其女兒莎拉·杜特地替補。

#### 格蕾丝·波因
格蕾丝·波因在2013年參議院選舉中以有史以來無黨籍候選人所得的最高票數當選，此讓其成為2016年總統選舉的潛在竞争者，但她在2014年4月否認會出選總統，表示她不考慮「參選參議員以上的職位」。
2015年5月，阿基諾總統出訪加拿大。出發前，阿基諾表示曾與波因會面，但沒有透露詳情。幾天後，波因表示她有與阿基諾會面，並表示他們在討論阿基諾對總統候選人的看法。她表示阿基諾想選出一個國家信任和有潛在勝算的候選人，以维持政府的反貪改革及扶貧措施。她也表示期待在6月與阿基諾有更多會面機會。
2015年6月2日，聯合民族主義聯盟代總裁托比·蒂昂科在記者會上被質問有關民眾要求比奈全盤托出其貪污指控的問題時，表示波因不合資格參選總統或副總統，因為在2013年參議院選舉中，她只在菲律賓居住了六年零六個月，再加上2016年總統選舉的3年，亦只有9年零6個月，比憲法規定的居住年限短半年。兩天後，波因在參議院會議前表示，自己在提名表格上寫自己在菲律賓只居住了六年零六個月，是因為她在2006年4月才將自己在美國的家售出。波因曾在美國居住了13年，直至其父親費爾南多·波因在2004年12月逝世為止。她表示自己自2005年2月開始便住在菲律賓。她亦表示，除了當國會議員外，她有百分之五十肯定自己會參選2016年的總統選舉。她也表示聯合民族主義聯盟只是在她簽署參議院藍絲帶委員會調查比奈的報告之後才開始抨擊她。
2015年9月16日，波因在菲律賓大學迪里曼分校宣佈參選總統，她亦表示沒有人或政黨可以壟斷阿基諾總統的繼續推行直線政策的路線，此番說話將矛頭指向自由黨候選人，提倡繼續推行阿基諾直線政策的羅哈斯。波因在演說中亦抨擊政府推行的政策，此導致馬拉坎南宮質疑他們的演說中有哪些與直線政策不符的地方。
2015年12月1日，選舉委員會以其不符合公民權和居住年期限制為理由，正式駁回波因的提名。
2015年12月23日，選舉委員會全體委員裁定波因無法達到居住菲律賓10年的要求。波因表示會向大理院上訴。2015年12月28日，大理院發出兩張临时禁制令，暫緩選舉委員會的決定。

#### 馬爾·羅哈斯
參議院議長富蘭克林·德里隆在2013年1月向傳媒表示，馬爾·羅哈斯是自由黨參選2016年總統選舉最適合的人選。兩年後，德里隆表示羅哈斯已在自由黨內部表達參選總統的意願。部份自由黨中堅份子希望羅哈斯在此時宣佈參選，但預算及管理部部長弗洛倫西奧·阿巴德建議羅哈斯改選副總統。
2015年5月，阿基諾訪問加拿大前與羅哈斯、格蕾丝·波因和弗朗西斯·埃斯庫德羅會面。其後阿基諾在7月發表其任內最後一份國情咨文前，與羅哈斯等三人在馬拉坎南宮共進晚餐。羅哈斯被視為阿基諾的接班人，誰成為羅哈斯的競選搭檔便成為焦點。格蕾丝·波因表示她選擇埃斯庫德羅作為其競選搭檔。
2015年7月31日，羅哈斯宣佈接受自由黨的提名，出選2016年總統選舉，並獲總統阿基諾三世的支持。

### 副總統候選人

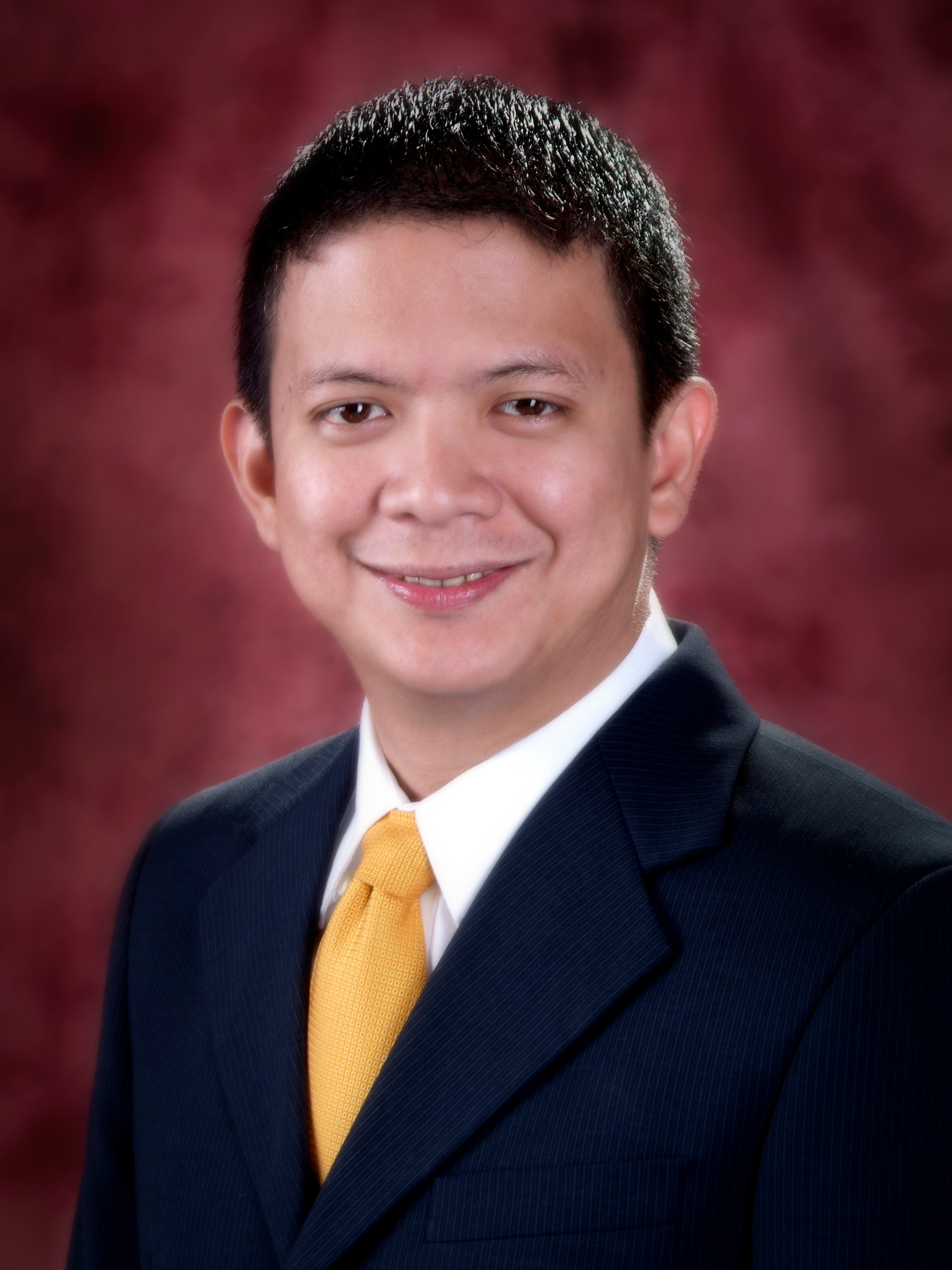
弗朗西斯·埃斯庫德羅
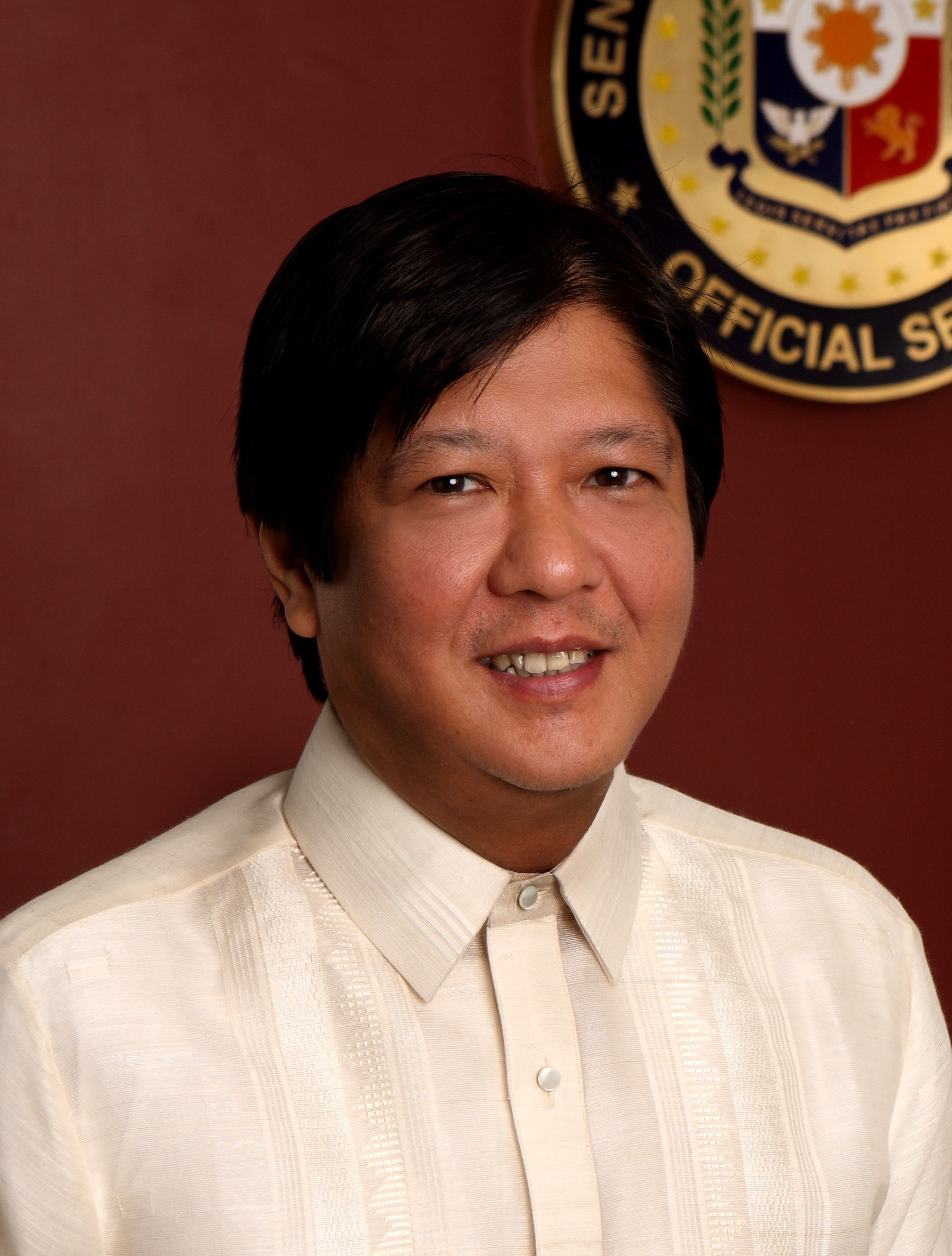
小费迪南德·马科斯
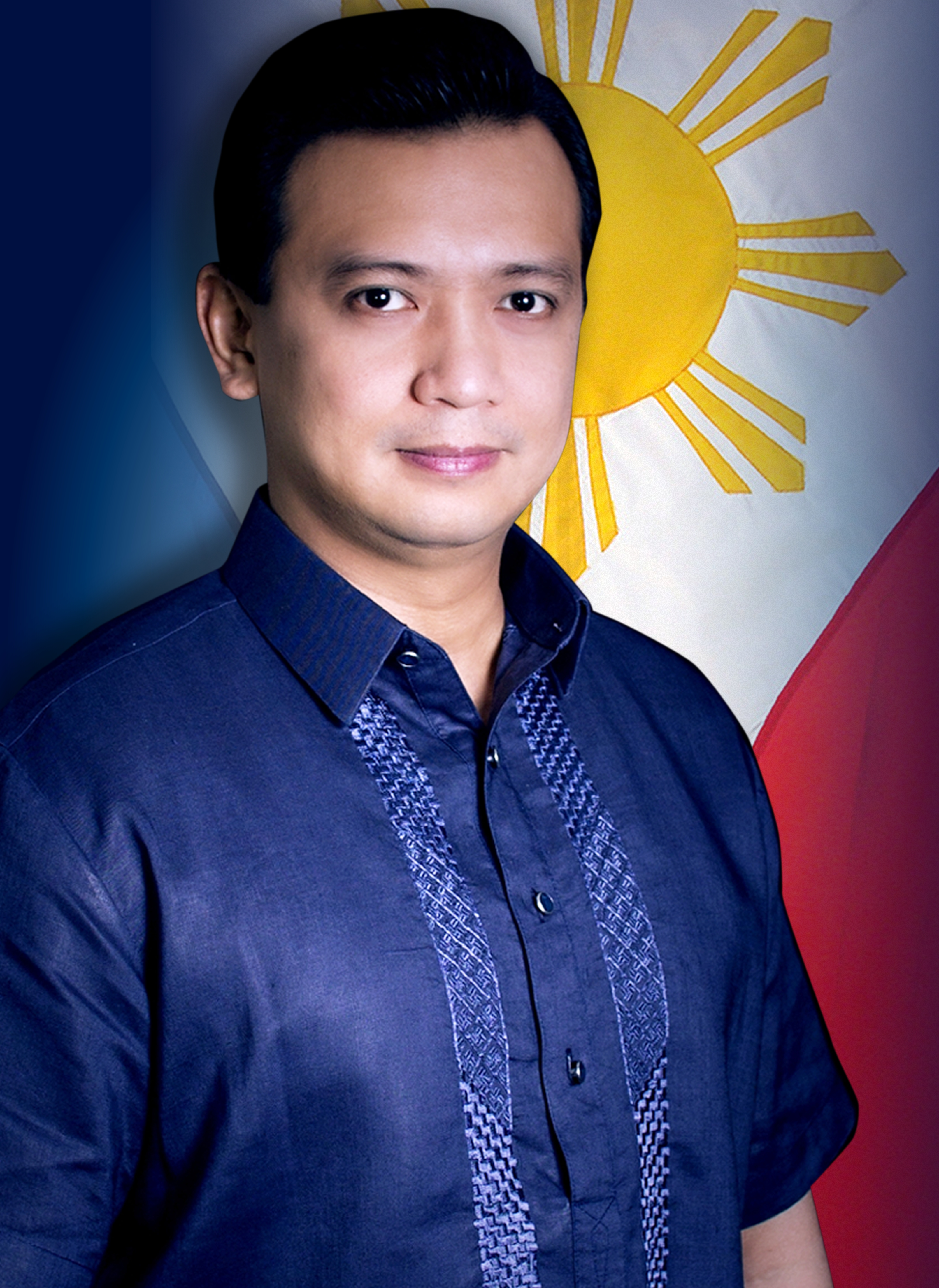
安东尼奥·特里兰尼斯

#### 阿兰·彼得·卡耶塔诺
2013年3月，國民黨參議員阿兰·彼得·卡耶塔诺接受ABS-CBN訪問時表示想成為總統。
卡耶坦奧在達沃市與羅德里戈·杜特地會面後，表示他會競逐副總統一職。作為國民黨一員，卡耶坦奧表示國民黨將召開會議決定其競選搭檔。10月1日，杜特地表示如果他競逐總統職務，他會選擇卡耶坦奧作為競選搭檔。幾天後，杜特地拒絕卡耶坦奧和小费迪南德·马科斯的競選搭檔邀請。但是，在2015年11月，卡耶坦奧確認如果杜特地參選總統，他便會是杜特地的競選搭檔。

#### 弗朗西斯·埃斯庫德羅
無黨籍參議員弗朗西斯·埃斯庫德羅2012年3月接受訪問時表示，有興趣在2016年競逐更高職位的選舉。2015年5月，格蕾丝·波因向記者表示如果埃斯庫德羅參選總統，她便不會參選。
2015年9月17日，埃斯庫德羅在仙範市宣佈參選副總統，並成為波因的競選搭檔。

#### 格雷戈里奧·霍納桑
聯合民族主義聯盟參議員格雷戈里奧·霍納桑在2015年9月曾否認自己會成為傑約馬爾·比奈的競選搭檔。但在同年10月，他又表示可能會成為比奈的競選搭檔。2015年10月12日，霍納桑宣佈參選副總統，並成為比奈的競選搭檔。

#### 小费迪南德·马科斯
2012年11月，國民黨參議員小费迪南德·马科斯接受訪問時被問及是否在2016年參選總統時表示「永不說不」。2015年3月，馬可斯接受另一個訪問時表示他會研究參選的可行性。2015年8月，有報道指出他會成為傑約馬爾·比奈的競選搭檔，馬可斯接受ABS-CBN訪問時表示他仍未決定參選哪一職位，但他肯定不會在參議院尋求連任。2015年10月5日，小费迪南德·马科斯宣佈參選副總統，並表示如果羅德里戈·杜特地參選，就會支持他。

#### 萊妮·羅布雷多
2015年8月，自由黨眾議員萊妮·羅布雷多表示她只會在「必須」的情況下才會在2016年參選副總統，並表示在2016年參選副總統是過早。
雖然女兒反對，羅布雷多仍決定參選副總統，並接受阿基諾總統和馬爾·羅哈斯的邀請，成為羅哈斯的競選搭檔。她在2015年10月5日宣佈參選副總統。

#### 安东尼奥·特里兰尼斯
2014年5月30日，國民黨參議員安东尼奥·特里兰尼斯接受訪問時表示在2016年會參選副總統，但最後參選哪個職位仍尊重國民黨的決定。
2015年8月，特里利安埃斯表示他會以無黨籍身份參選副總統，並表示由於國民黨有多於一個人參選副總統，國民黨不會支持任何一位候選人。特里兰尼斯所屬的另一政黨馬格達洛黨支持其參選。
在一次馬格達洛黨大會上，特里兰尼斯宣佈以無黨籍身份參選副總統，並支持格蕾丝·波因參選總統。

## 候選人名單
根據菲律賓憲法，總統和副總統分開選出。
| 總統候選人                               | 副總統候選人                          |
| ---------------------------------------- | ------------------------------------- |
| 傑約馬爾·比奈（聯合民族主義聯盟）        | 格雷戈里奧·霍納桑（聯合民族主義聯盟） |
| 米麗阿姆·德芬索爾·聖地牙哥（人民改革黨） | 小费迪南德·马科斯（無黨籍）           |
| 羅德里戈·杜特地（菲律賓民主黨–人民力量） | 阿兰·彼得·卡耶塔诺（無黨籍）          |
| 格蕾丝·波因（無黨籍）                    | 弗朗西斯·埃斯庫德羅（無黨籍）         |
| 馬爾·羅哈斯（菲律賓自由黨）              | 萊妮·羅布雷多（菲律賓自由黨）         |
| 無                                       | 安东尼奥·特里兰尼斯（無黨籍）         |

- 卡耶坦奧、馬可斯和特里兰尼斯均為國民黨黨員，但無法取得國民黨的提名。他們均是以無黨籍候選人身份參選。
- 特里兰尼斯支持波因參選總統，但並非其競選搭檔。

## 辯論
菲律賓選舉委員會舉辦了3場總統候選人辯論和1場副總統候選人辯論。這是自1992年選舉以來選舉委員會首次舉辦選舉辯論。
| 辯論類型         | 日期          | 主辦傳媒                                  | 地點         | 地點               |
| ---------------- | ------------- | ----------------------------------------- | ------------ | ------------------ |
| 總統候選人辯論   | 2016年2月21日 | GMA網路及《菲律賓每日詢問報》             | 民答那峨島   | 首都大學           |
| 總統候選人辯論   | 2016年3月20日 | TV5、《菲律賓星報》及《商業世界報》       | 維薩亞斯群島 | 菲律賓大學宿霧分校 |
| 總統候選人辯論   | 2016年4月24日 | ABS-CBN及《马尼拉公报》                   | 呂宋         | 邦阿西楠大学       |
| 副總統候選人辯論 | 2016年4月10日 | 菲律賓有線新聞網絡、Rappler及《商業鏡報》 | 馬尼拉都會區 | 聖道頓馬士大學     |